# Бенимамет
Венимамет (исп. Benimámet, кат. Benimàmet) — подрайон Валенсии, расположенный в северо-западной части города, в районе Поблес-де-л’Оэст, граничит с муниципалитетами Бурхасот и Патерна. По переписи населения в 2012 году проживало 14 174 жителей. До 1882 года был отдельным муниципалитетом, который вошёл в состав Валенсии. Венимамет формировался одновременно с Вениферри, районом на западе Валенсии. В его окрестностях находится Международная ярмарка Валенсии и велодром Луиса Пуча.